# Kanntorp
Kanntorp is een plaats in de gemeente Katrineholm in het landschap Södermanland en de provincie Södermanlands län in Zweden. De plaats heeft 55 inwoners (2005) en een oppervlakte van 12 hectare.